# Kasteel van Sauvebœuf (Aubas)
Het Kasteel van Sauvebœuf (Frans: Château de Sauvebœuf) is een kasteel in de Franse gemeente Aubas.